# كريس تومسون (لاعب كرة قدم بريطاني)
كريس تومسون (بالإنجليزية: Chris Thompson)‏ (24 يناير 1960 في المملكة المتحدة - 5 يونيو 2012 في المملكة المتحدة) هو لاعب كرة قدم بريطاني في مركز الوسط. لعب مع بلاكبيرن روفرز وبولتون واندررز وكارديف سيتي ونادي بلاكبول ونادي والسول وويغان أتلتيك ولينكولن سيتي أف سي.

## وصلات خارجية
- كريس تومسون على موقع قاعدة بيانات كرة القدم.إي يو (الإنجليزية)